# 猴
猴，通常用於指稱新世界猴、舊世界猴及眼鏡猴等動物。新世界猴即闊鼻小目（Platyrrhini）；舊世界猴即猴科（Cercopithecidae），屬狹鼻小目（Catarrhini），而這個目也包括猿。眼鏡猴則自成一類、屬於跗猴型下目。因此科學上來說，猴並沒有形成一個「自然群組」，在演化上，比起新世界猴，舊世界猴實際上更接近猿，而這是因為舊世界猴以及猿類在生物分類上都屬狹鼻小目之故；而新世界猴跟舊世界猴在演化上與彼此的關係又近於它們與眼鏡猴的關係。現存所知的有277種猴。
另外由於猿類似猴，黑猩猩、長臂猿等在非正式场合也常被稱為猴，但一般並不認為牠們是猴。還有，有些猴種類的名字裡有「猿」，而這是因為猴子是並系群之故，也正因如此，所以「猴子」沒有任何顯著的特徵，而猴子與類人猿共享大多數的特徵。

## 特徵

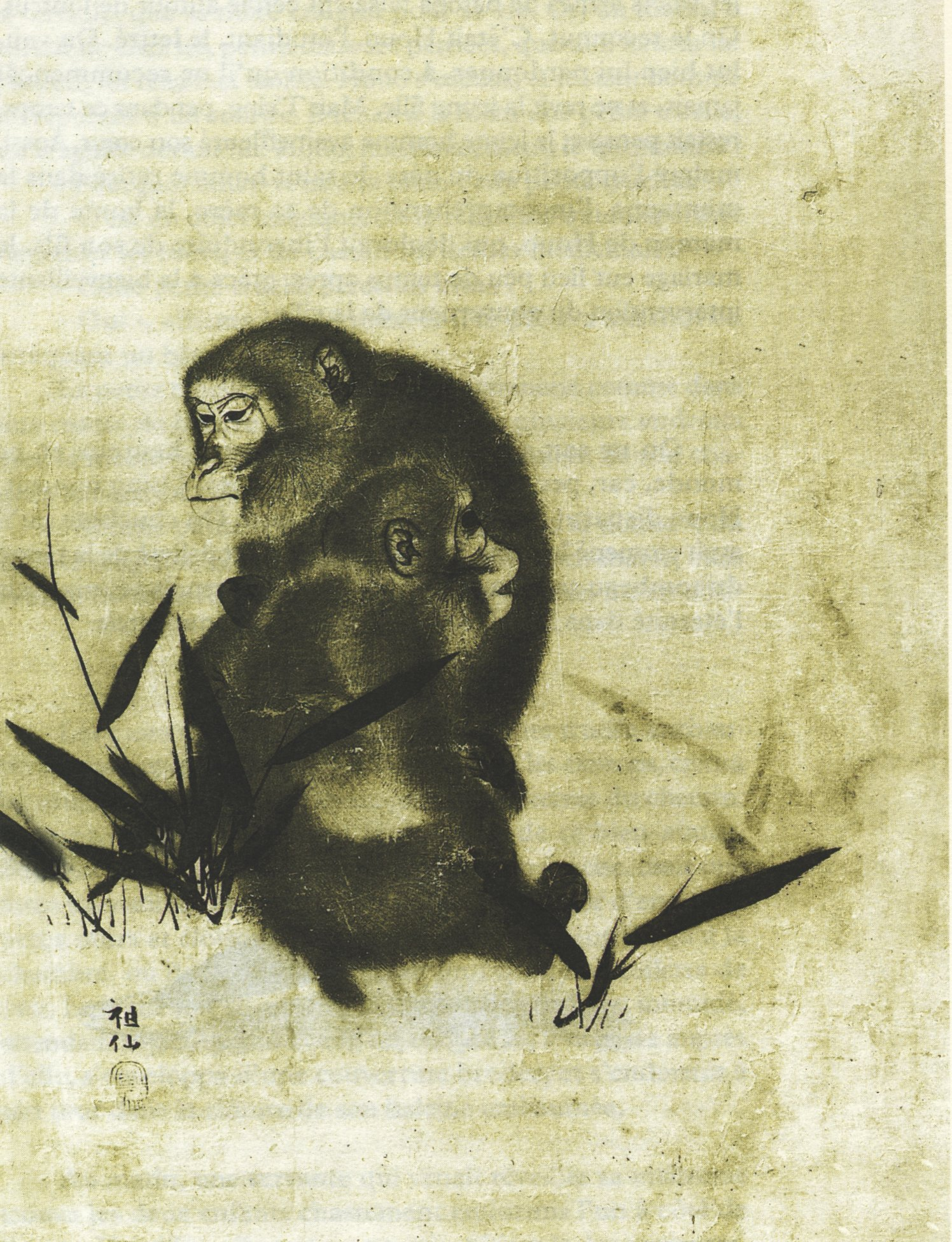
猿，森狙仙（1749-1821）畫

猴子的體型由最小的、生活在南美州亚马逊河流域森林的狨，長10-12cm和重80-100g，到雄性的西非洲產的山魈，長接近1米和重35kg，耳朵尤其大。
猴種類的部分特徵差不多，例如很多新世界猴會有捲纏尾，這樣當牠們爬樹時就可以用來抓著樹枝，相反舊世界猴就沒有捲纏尾，而是有較小的鼻孔，鼻孔之間的距離也較近，部分的背部有硬皮，就像嵌入的座椅靠墊般；部分也像人類有三色的視力；其他則是兩色視或單色視。雖然新舊世界猴，像猿，都有向前的眼睛，但二者的臉部卻是不同的；而每種類的猴仔都有某些特徵一樣，例如鼻子，顎部和臀部的類型。因此如果要明白猴的話，必須去學習牠們的個別不同的特徵。

## 分佈
猴子有些居住於樹上，有些則住在草原上。而新世界猴主要住在中南美洲，舊世界猴則住在非洲和亞洲。

## 生長
剛出生的猴子總會纏著猴母親的手或腳，而纏著猴母親對於幼猴是重要的，因為猴媽媽會用牠們的手腳在樹上攀爬，因此要纏得好才不至於在攀爬時跌下。猴子有較長的童年，有時長達三年。當牠們年幼時，總會跟著牠們的母親。而猴媽媽也會用尾巴抓著幼猴，以免牠們迷失或有意外。當猴子長大，開始會和其他同年的猴子玩。透過一起玩，猴子學會如何過群體生活，和一些天然技能，例如攀爬樹木。

## 食物
不同物種的猴子會吃不同的食物，但主要是水果、植物的葉子、種子、堅果、花、昆蟲、蜘蛛，動物的蛋和小動物。雖然多數猴子是素食者，但其中的狒狒卻會偶然吃肉，有機會的話，牠們更會偷走黑猩猩或其他動物的幼獸來吃。雖然這樣，狒狒不會像獅子和野狗般有準備地去獵食動物。而毛臀葉猴則主要吃葉子和其他植物部份，但也喜歡吃水果、花、種子和昆蟲。西非洲產的大狒狒除了吃水果，花外，也吃葉子，樹皮、草、樹莖、昆蟲、鳥蛋和蜥蜴。

## 猴子的地位

### 西歐國家把猴子作為寵物的歷史
當英國人開始探索非洲時，細小猴子經常被捉去做為長途航海旅程中的娛樂玩物。而部分猴子後來更被送自國內的動物園，現今很多在英國被困的猴子大多源自在拿破崙戰爭和維多利亞時代期間個別捉來的。在那時期據傳說，有一隻早期被英國人所捉的猴子，迷失在海裡，後來那猴子被水沖到英國哈特爾浦附近的岸上，由於當時猴子身穿法國人的制服，結果被當地人誤認為是法國的間諜，結果把牠判決吊死。後來得哈特爾浦的人們更稱該之為「monkey hanger」。

### 作為寵物的適當性
雖然猴子一般被認為比較友善溫和，有些人更覺得牠們像人類的嬰兒般，因此很多人認為可以把牠們作為寵物。而幼猴就也像人類嬰兒般容易幫牠們清潔（可以用尿布），但當猴子到達青春期後，一般會除去尿布，但又不懂自己上廁所。牠們須要不斷的監督和精神的支持。還有猴仔不能長時間離開其主人，例如飼養猴子的家庭就很難可以有家庭旅行，因為牠們一般需要很多的照料。
此外，鬱悶的猴子會變得極端破壞性，或亂扔牠們的糞便。因此要用很多時間去清理這些猴子弄出來的混亂。還有多數青春期的猴子會開始突然咬和用手捏人類。為了防止這些事情發生，有些猴子會接受手術（例如拔掉牠們的牙齒或指甲），但有人又認為這些手術太殘忍，因此很難找到獸醫做這些手術，而野生動物獸醫也對此不太熟悉。當猴子長大後，很多都會變得狂暴和難以馴服，也可能變得很攻擊性，即使是對牠們的主人也是一樣。在某些情況下，牠們更會在短時間，沒有任何前兆內突然發狂，這令主人更難去完全明白和管制牠們。
遇到上述情況，大多數主人都會為牠們找其他的住所，例如動物園或其他援救猴子的地方，但也有些人說他們能和猴子長久保持良好關係。猴子一般會較喜歡牠們的第一個主人，因此當牠們被轉換新主人，會對猴子造成一定的心理創傷和加劇他們行為的問題。可見是頗難令猴子適應新環境的。另外猴子應放於群居的地方生活，如果將牠們放在單獨的地方，也會導致某些問題出現。還有照顧猴子也是頗昂貴的——住宿、食物和獸醫的費用都可以是非常昂貴的。而部分猴子更有特別的需要，例如飲食方面。

### 作為寵物的合法性
在美國很多城市，把猴子作為寵物是非法的，即使在合法的地區，也需經美國農業部批准。猴子作為寵物的合法身份是根據各別不同國家而變的。也可能根據該人士是否合乎能照顧猴子的資格而獲批准的。
香港有一位老伯曾飼養猴子「金鷹」並利用牠推銷藥品，2000年當局一度以「無牌飼養」為由捉走金鷹，後經多番游說後該老伯終可有權飼養金鷹。

### 為殘疾人士服務
某些組織，例如麻薩諸塞州波士頓的「Helping Hands」，已經開始訓練捲尾猴去幫助四肢麻痺患者和其他嚴重脊椎神經受傷或行動性損傷的人士。首先，要先讓猴子適應人類社會的家庭生活，然後再接受更多的訓練，然後才被送到病人那裡。在家裡，猴子會幫助做一些的家務，例如把食物放進微波爐加熱，或幫病人清洗臉部。

### 實驗室
獼猴，尤其是恆河猴和非洲青猴經常廣泛用於動物測試實驗中。第一，因為牠們易於管理，還有牠們的生殖週期相對於猿也比較快，另外牠們的心理和物理反應比較接近人類。而根據美國農業部的統計，美國自1973年起至2004年，每年用於實驗的非人靈長類（non-human primates）平均約有五萬隻；歐洲聯盟在2004年也用了約一萬隻猴子。又因為猴子高度善於社交，因此牠們被放在許多不同的環境。
猴子用於實驗室時常有很多爭議。很多人認為實驗都非常殘忍，而且這些實驗最後只能得到很少的有價值資料，因此有很多人抗議和反對這些實驗。但是，這些實驗的支持者卻聲稱猴子實驗已經帶來很多重要的醫學突破發展，並應以避免人類的危害為優先，猴子的為後。這更成動物權利團體組織的廣泛爭論題目。

### 作為食物
中國民間有很多傳說，例如吃猴腦的故事。台灣曾有人吃猴腦的報導，越南也曾有人直播生吃猴腦、煮猴肉，結果引來網民撻伐。
另一方面，諾丁漢大學（University of Nottingham）的科學家則指出人類獵食受感染的黑猩猩，可能會感染HIV。
另外，在一些文化中，吃猴子是一種禁忌，像例如根據「伊斯蘭教飲食規條」（Islamic dietary laws）的規定，穆斯林是禁止吃猴的。

### 太空探索
部分國家會把猴子用於太空探索任務，包括美國和法國。美国在二战结束后曾发射V2导弹进行初步的太空试验的数据收集，这些发射的V2导弹亦运载着猴子进行太空实验。

## 絕種的猴子
在猴子受崇拜的地方，牠們或許沒有絕種的危險。但現在世界很多地方，猴子的棲息地遭受人类活动的侵入破壞而逐渐消失，即使在非洲和亞洲有很多地方有為牠們專設的保护区，但這只是拯救牠們的第一步。仍有不少人捕殺牠們，有些為了要猴的皮毛，有些為了食用猴脑，有些地区猴肉是传统的食物来源，台湾地区有猴入药的传统。有些農夫更會因猴子偷食農作物而殺死牠們。

## 分類

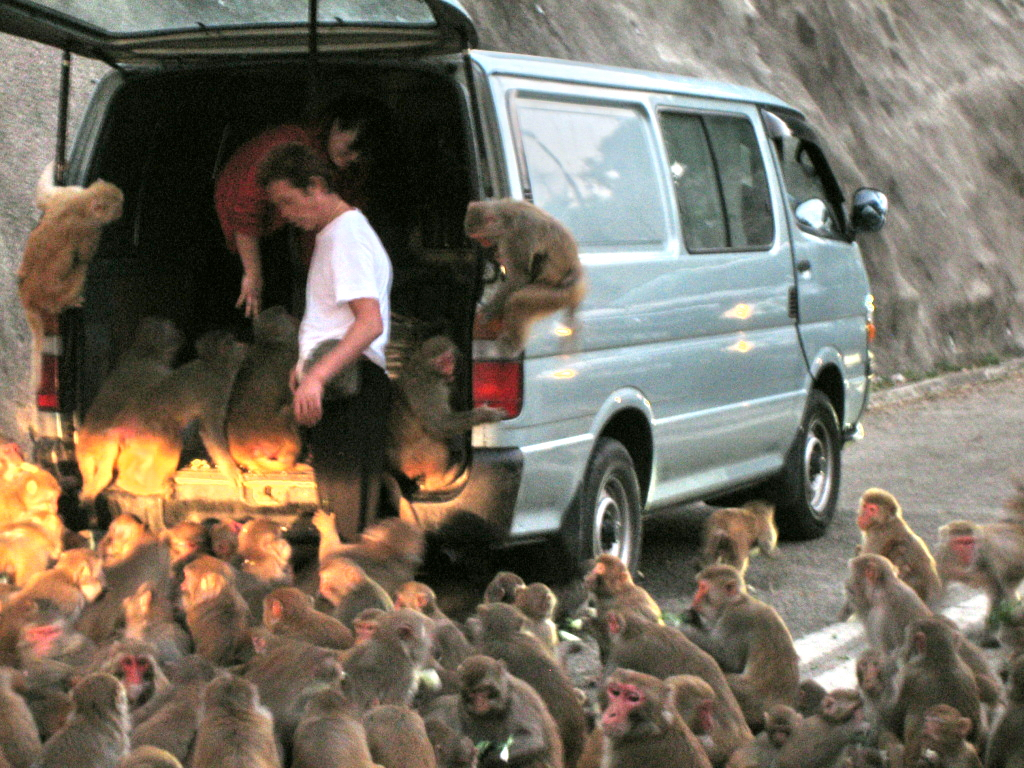
香港金山郊野公園的猴子。

下面列出的各種類猴被分類為靈長類動物，都是屬於類人猿下目，牠們也包括猿。
- 簡鼻亞目
  - 跗猴型下目（Tarsiiformes）
    - 眼镜猴科（Tarsiidae）：眼鏡猴（13種）

  - 類人猿下目（Simiiformes）：類人猿
    - 闊鼻小目（Platyrrhini）：新世界猴
      - 卷尾猴科（Cebidae）：狨、塔馬林猴、中南美的捲尾猴和松鼠猴（56種）
      - 青猴科（Aotidae）：夜猴（8種）
      - 僧面猴科（Pitheciidae）：毛狨猴、僧面猴（狐尾猴）、額猴（41種）
      - 蜘蛛猴科（Atelidae）：吼猴、蜘蛛猴和絨毛猴（24種）

    - 狹鼻小目（Catarrhini）
      - 猴總科（Cercopithecoidea）
        - 猴科（Cercopithecidae）：舊世界猴（135種）

      - 人猿總科（Hominoidea）：猿、人
        - 長臂猿科（Hylobatidae）：長臂猿（小猿）（13種）
        - 人科（Hominidae）：大猿，包括人類（7種）

## 文化

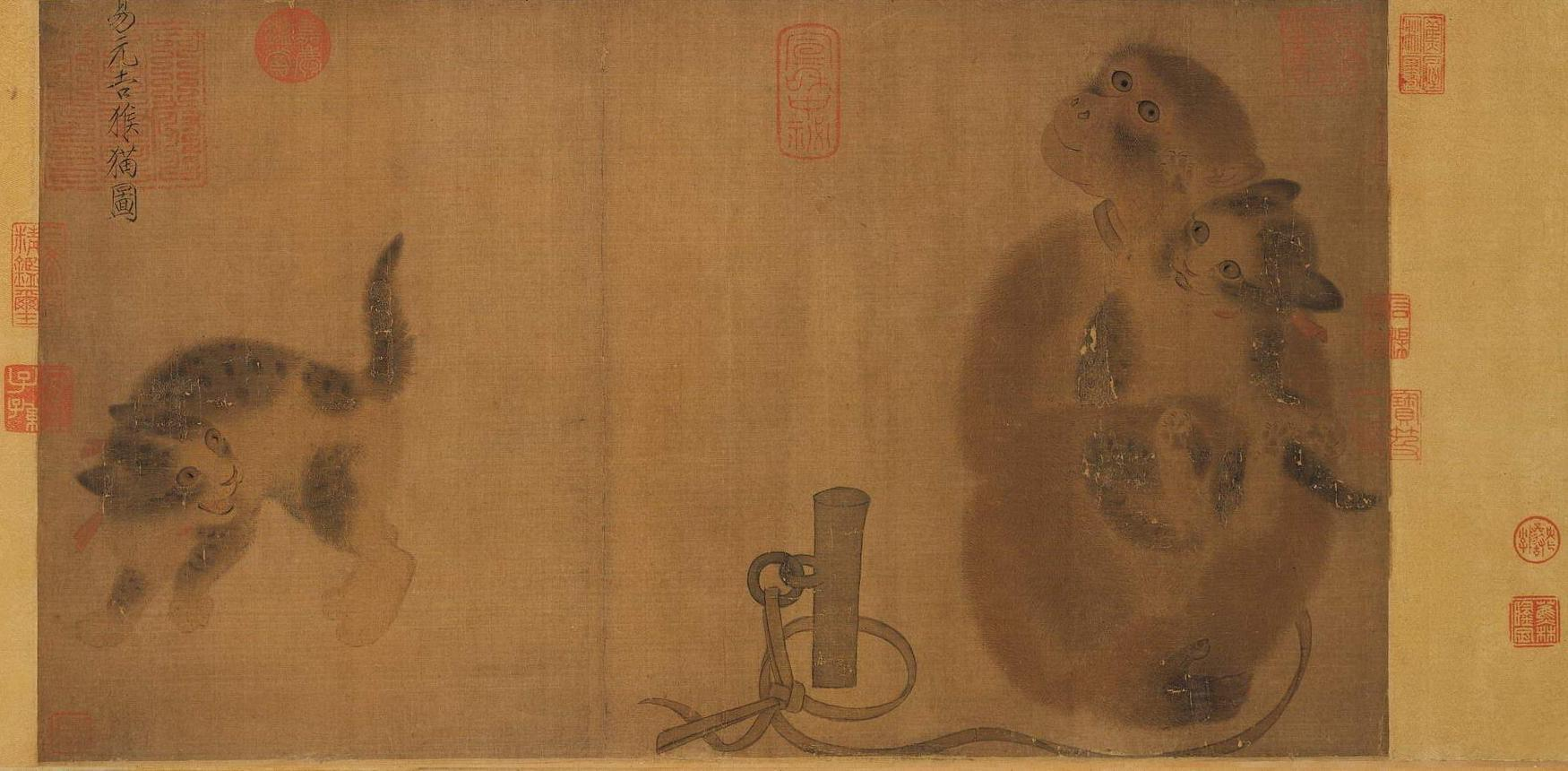
北宋易元吉《猴猫图》

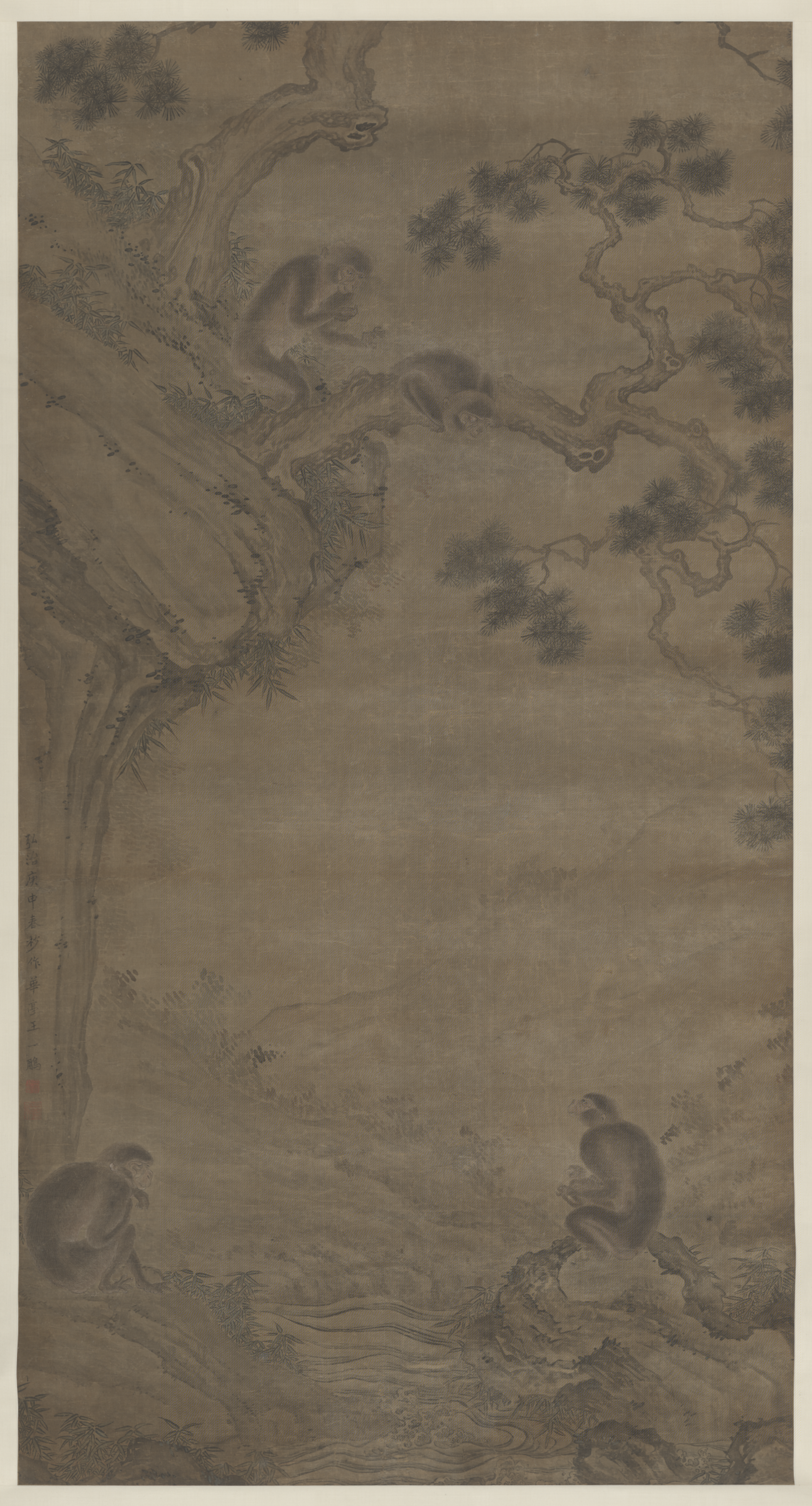
明人《松猴图轴》

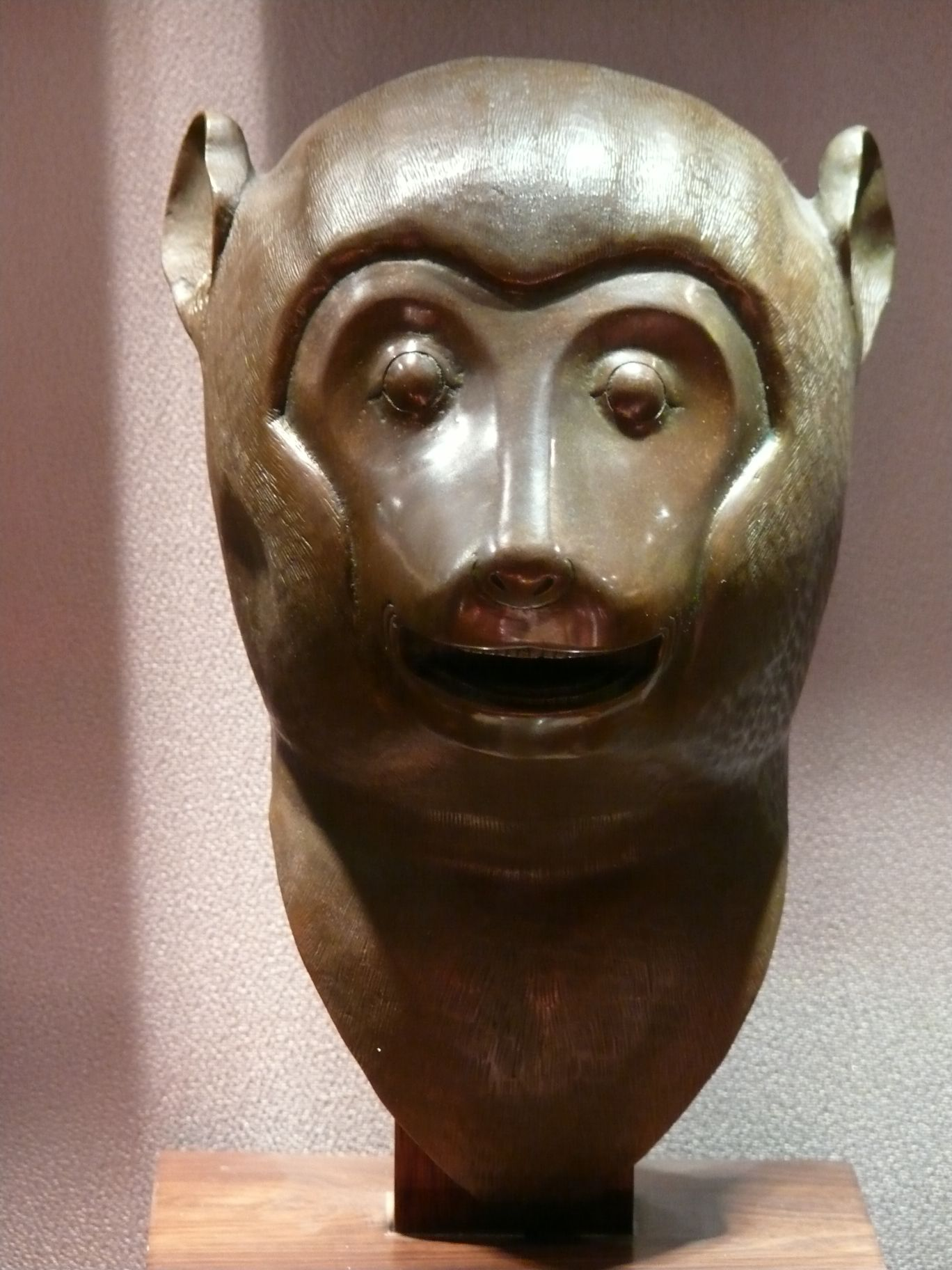
圆明园十二兽首之猴首（复制品）

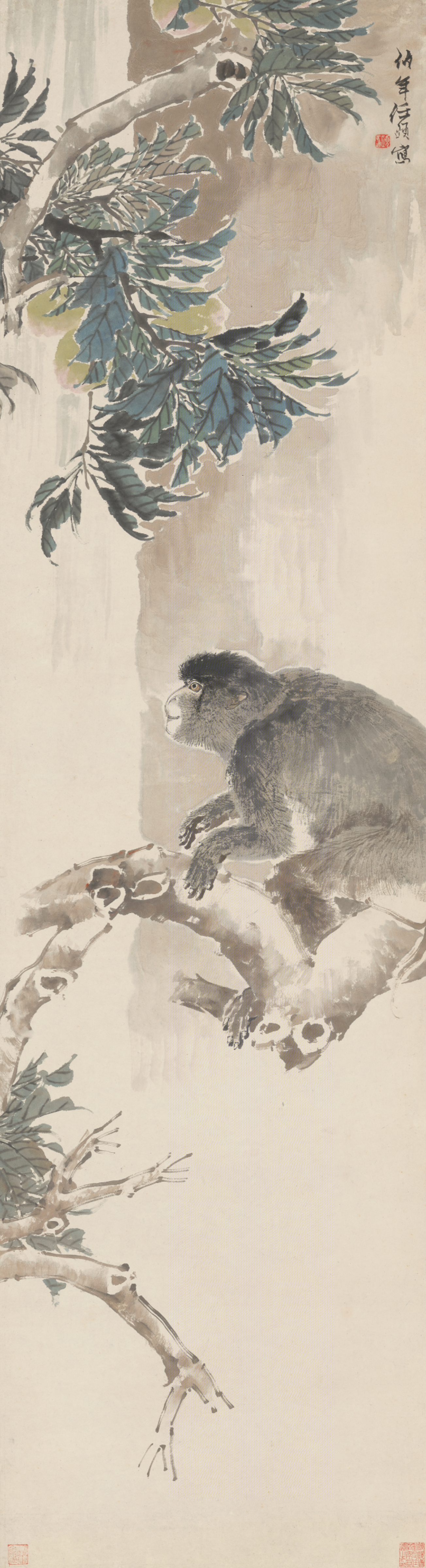
清任颐《桃猴图轴》

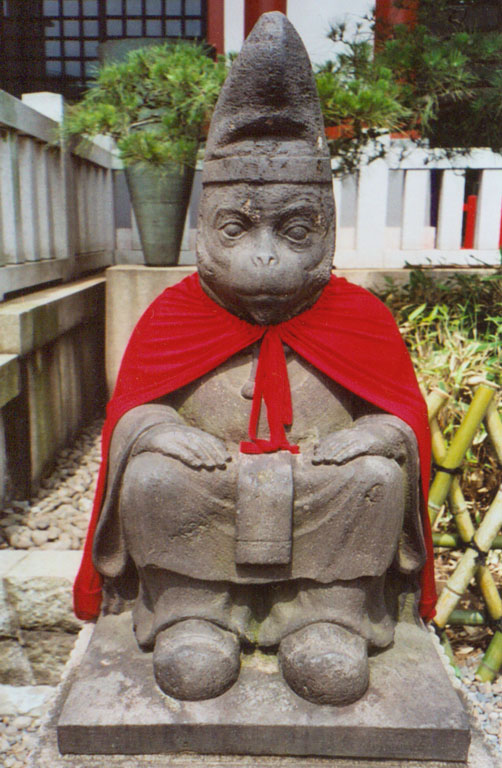
日本東京日枝神社的猿地藏塑像

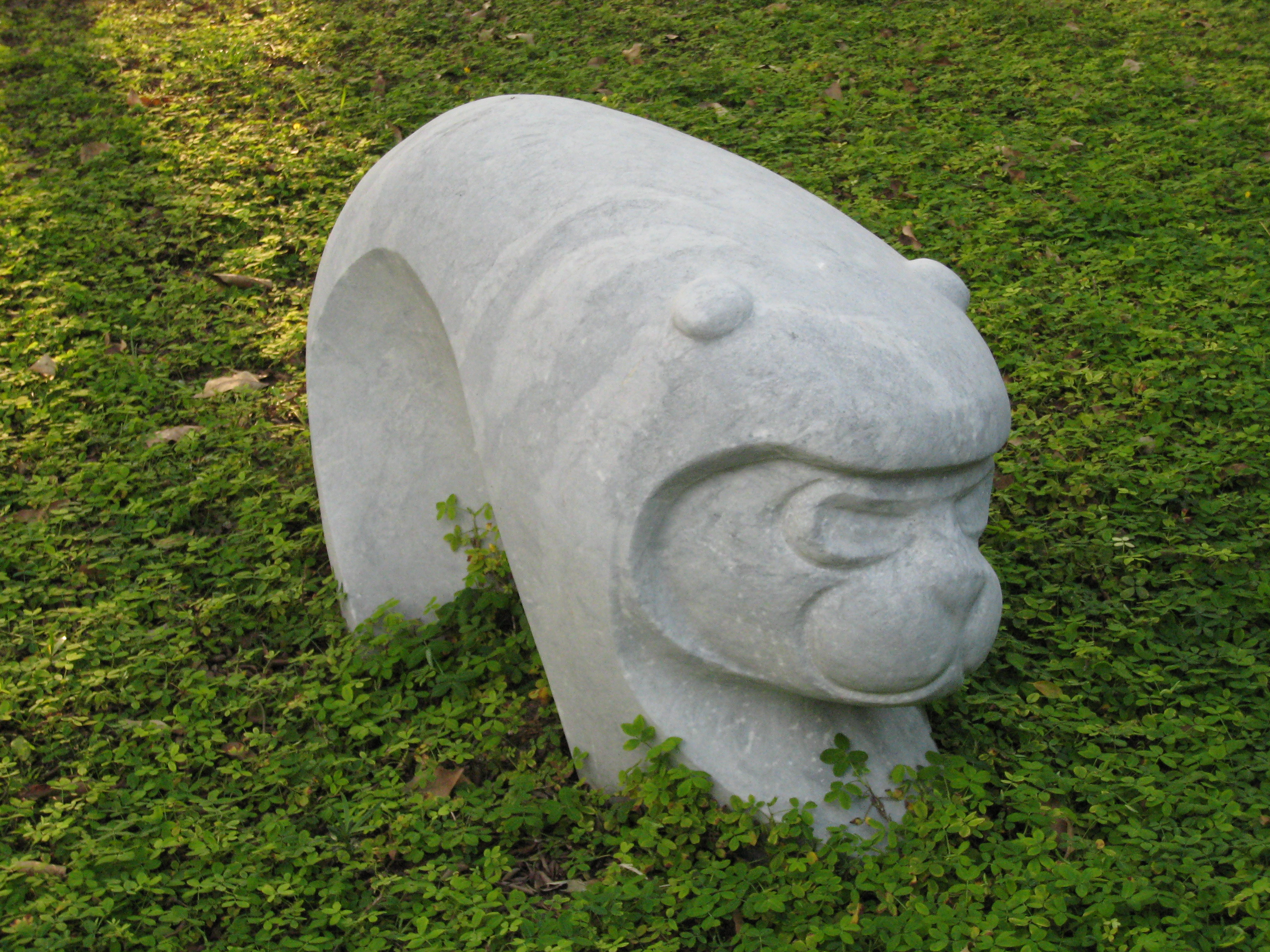
九龍寨城公園十二生肖像之猴

西藏一些地區的神話傳說中，有獼猴逐漸變成人類、人類起源自獼猴的說法；印度史詩《羅摩衍那》中的哈奴曼就是印度教著名的神聖體，是一擁有四張臉和八隻手的神猴，祂拯救了阿逾陀國王子羅摩的妻子悉多。中國作家胡適更認為中國神話《西遊記》中的孫悟空的原型是取自哈奴曼，隨著佛教傳入中國，《羅摩衍那》裡記載的「楞伽城大戰」中大鬧無憂園的情節，被編成孫悟空七十二變的故事。由於印度人的崇拜猴，在以前他們會讓猴住在廟宇裡的地上，並讓猴從他們的園裡或桌上取水果。但現在，越來越多的印度人覺得猴子是害獸，偶然被猴子抓傷，便會把牠們擠進車廂，然後釋放到離他們很遠的地方。
此外，猴子也經常出現在很多文學、電視和電影裡。中國文學《西遊記》中的孫悟空以及外國文學中的角色Monsieur Eek和Curious George都是例子。
一般人經常錯誤地把猿給當成猴，尤其有時一些人會把黑猩猩，長臂猿和大猩猩當作猴子。而英國作家泰瑞·普萊契就利用這點來寫他的小說《Discworld》，故事講述魔法大學（Unseen University）的圖書管理員是一隻猩猩，每當別人把牠當作猴子時，牠就會大發脾氣。另外由於體型大小的關係，西非洲產的大狒狒（體型約一米）經常被誤認為猿，但實際牠是屬於舊世界猴。
在粵語中，猴子被稱為馬騮，「馬騮」原本的寫法為「馬留」，此因變調而常被誤寫為「騮」。此詞源自“猱”（náo，《漢語大辭典》：“獸名，猿類，身體便捷，善攀援”），猱從柔聲，柔又從矛聲，因而猱上古應是 ml- 一類複輔音，鄭張尚芳擬作 ml'uu。壯語稱猴為maxlaeuz，明顯與“馬騮”同源，有人据此认为此等詞彙可能是南方土著詞彙。但宋赵彦卫《云麓漫钞》“北人谚语曰胡孙为马流”，据此则“马流”（马骝）一语是北方说法。此语在宋以后的口语中常见，宋邵博《聞見後錄》卷十：“今世猴為馬留，與其人形似耳。”，《苕溪漁隱叢話前集‧宋朝雜記下》引《桐江詩話》：“呂惠卿察訪京東，呂天資清瘦，語話之際，喜以雙手指畫，社人目之曰‘說法馬留’，又湊為七字曰‘說法馬留為察訪’。”，《西游记》：“将两个赤尻马猴唤做马流二元帅”、“我把你这个大胆的马流，村愚的赤尻！”等。
一些語言並不嚴格區分猿及猴，像例如日語通常用「猿」稱呼猴子，以及包括猩猩在內的其他靈長類動物。
在中文語境中，一些人把大學中喜歡起鬨、行為惹人厭的學生給稱作「猴子」。

### 生肖
猴在中国传统的十二生肖中排名第九位，对应的地支是申。

### 人物
- 孫悟空
- 哈奴曼
- 白猿

## 相關
- 惡作劇

## 外部連結
- （英文）Types of Monkeys 相片 猴 （页面存档备份，存于）
- （英文）The Impossible Housing and Handling Conditions of Monkeys in Research Laboratories （页面存档备份，存于），「國際靈長類動物保護協會」2001年8月，Viktor Reinhardt
- （英文）美國科凡斯公司（生物科技研發實驗室）裡的猴子 ，由「英國廢除解剖聯盟」秘密拍攝的
- （英文）The Problem with Pet Monkeys: Reasons Monkeys Do Not Make Good Pets （页面存档备份，存于），獸醫Lianne McLeod在About.com發表的個人意見文章
- （英文）Helping Hands: Monkey helpers for the disabled （页面存档备份，存于），一所位於麻薩諸塞州波士頓的美國國家非牟利組織，訓練一些中南美的捲尾猴去協助癱瘓或其他嚴重的行動性損傷病人。
- （英文）一般常見實驗動物中英文學名對照表
- （英文）靈長目實驗動物 (Word格式檔案下載)[永久]

## 延伸阅读
[在维基数据编辑]
 《欽定古今圖書集成·博物彙編·禽蟲典·猿猴部》，出自陈梦雷《古今圖書集成》